# Швейцарія на Євробаченні Юних Музикантів
Швейцарія брала участь у Євробаченні юних музикантів, що проводиться кожні два роки, чотирнадцять разів з моменту свого дебюту в 1982 році, а найкращим результатом країни стало друге місце у 1986 році. Швейцарія була країною-господаркою конкурсу в 1984 році у Женеві та 2004 році у Люцерні.

## Учасники
Умовні позначення
     Переможець
     Друге місце
     Третє місце
     Не пройшла до фіналу
     Участь скасовано
     Не брала участі
| Рік                               | Місце проведення | Учасник               | Інструмент | Результат                  | Півфінал       |
| --------------------------------- | ---------------- | --------------------- | ---------- | -------------------------- | -------------- |
| 1982                              | Манчестер        | Бертран Руле          | Фортепіано | 3                          | Без півфіналів |
| 1984                              | Женева           | Мартіна Шухен         | Віолончель | -                          | Без півфіналів |
| 1986                              | Копенгаген       | Маріан Розенфельд     | Фортепіано | 2                          | -              |
| 1988                              | Амстердам        | Давід Рінкер          | Віолончель | Не вдалося кваліфікуватися | -              |
| 1990                              | Відень           | Рафаель Розенфельд    | Віолончель | Не вдалося кваліфікуватися | -              |
| 1992                              | Брюссель         | Аріана Герінг         | Фортепіано | Не вдалося кваліфікуватися | -              |
| 1994                              | Варшава          | Давід Бручез          | Тромбон    | -                          | -              |
| 1996                              | Лісабон          | Антуан Ребштейн       | Фортепіано | -                          | -              |
| 1998                              | Відень           | Франческо П'ємонтезі  | Фортепіано | Не вдалося кваліфікуватися | -              |
| 2000                              | Берген           | Наталі Амстуц         | Арфа       | Не вдалося кваліфікуватися | -              |
| 2002                              | Берлін           | Беатріс Беррут        | Фортепіано | Не вдалося кваліфікуватися | -              |
| 2004                              | Люцерн           | Джуліано Соммерхолдер | Труба      | -                          | -              |
| 2006                              | Відень           | Сімона Соммерхолдер   | Гобой      | -                          | -              |
| Не брала участі в 2008-2022 роках |                  |                       |            |                            |                |
| 2024                              | Буде             | Валеріан Альфаре      | Евфоніум   | -                          | Без півфіналів |

## Країна-господар
| Рік  | Місто  | Місце                         | Ведучі          |
| ---- | ------ | ----------------------------- | --------------- |
| 1984 | Женева | Зал Вікторії                  | Жорж Клейнман   |
| 2004 | Люцерн | Культурний і конгресний центр | Крістіан Армінг |